# Auditorium del Conservatorio
L'auditorium del Conservatorio di Cagliari è un teatro attiguo al conservatorio di Cagliari. Dopo il Teatro Lirico è attualmente il secondo teatro più capiente della città.

## Storia e utilizzo
Il complesso formato dal conservatorio e dall'annesso auditorium venne approvato e la costruzione avviata nel 1964, sotto la direzione dei lavori dell'ingegnere e musicista Paolo Porceddu. La sala aveva una capienza di circa 1300 posti, con una buona acustica e arredi interni sobri ma eleganti. La pavimentazione è stata realizzata in moquette rossa, mentre l'illuminazione era fornita da diverse lampade e diffusa dal soffitto. Sotto la sala si collocano camerini e locali di servizio.
L'inaugurazione, avvenuta il 4 giugno 1977, è stata celebrata con un concerto degli allievi del conservatorio. L'auditorium è stato il teatro più importante della città, ospitando i concerti dell'Ente Lirico e artisti di fama internazionale, fino all'inaugurazione del Teatro Lirico nel 1993. L'auditorium del conservatorio è rimasto chiuso tredici anni dal settembre 1993, per lavori di restauro e adeguamento alle più recenti normative di sicurezza. La capienza della sala è stata ridotta a 825 posti. La riapertura è avvenuta il 18 dicembre 2005, inaugurata da un altro concerto dell'orchestra degli allievi.
Dietro il conservatorio si trovano il Parco della Musica, inaugurato nel 2011, e il Teatro Lirico.